# Lilja Jur'evna Brik
Lilja Jur'evna Kagan coniugata Brik (in russo Лиля Юрьевна Каган-Брик?; Mosca, 11 novembre 1891 – Peredelkino, 4 agosto 1978) è stata una scrittrice, attrice e scultrice sovietica, nota come musa ispiratrice di Vladimir Majakovskij.
È conosciuta tramite il cognome di suo marito Osip Brik ed è sorella della scrittrice francese Elsa Triolet.

## Biografia
Nata come Lilja Kagan in una famiglia ebraica benestante (suo padre era avvocato e sua madre insegnava musica), partecipò piuttosto giovane alla rivoluzione russa del 1905. Collaborò a fondare il LEF (1922-1930), fronte di partecipazione letteraria dell'avanguardia russa su cui scrissero diversi poeti, registi e critici del tempo, tra i quali Vladimir Majakovskij (con il quale ebbe una relazione dal 1917 al 1923), Osip Brik (che fu suo marito dal 1912 al 1930), Vsevolod Mejerchol'd, Viktor Šklovskij, Aleksandr Rodčenko, Sergej Ėjzenštejn, Dziga Vertov e un'intera generazione di artisti. A lei Majakovskij, che quando la conobbe corteggiava la sorella minore di lei Elsa Triolet (poi moglie di Louis Aragon), ha dedicato diverse poesie d'amore.

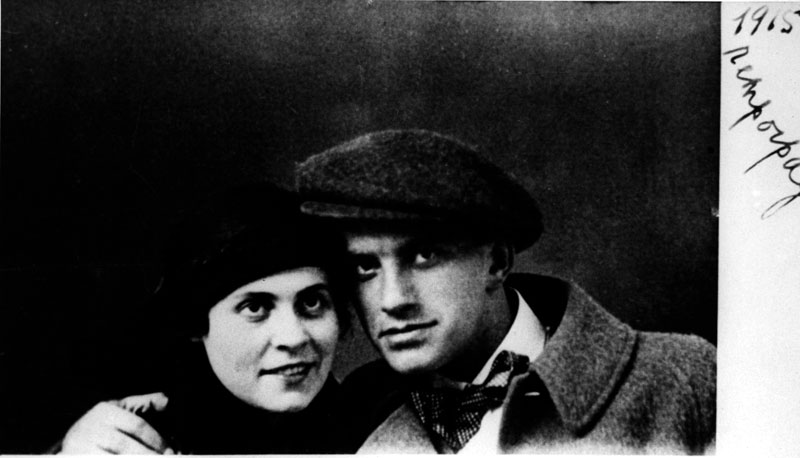
Lilja Brik e Vladimir Majakovskij

Recitò nel film Incatenati dalla pellicola (Закованная фильмой, 1918), scritto da Majakovskij e probabilmente perduto (tranne qualche scena). Un altro film, un documentario in Crimea, lo produsse lei, L'ebreo e la terra (Еврей и земля, 1926), mentre uno forse lo diresse, L'occhio di vetro (Стеклянный глаз, 1929). Dopo la morte di Majakovskij nel 1930, si sposò con il generale dell'armata rossa Vitalij Primakov (1897-1937) e dopo la morte di lui si unì a Vasilij Katanian (1902-1980), che scrisse una biografia di Majakovskij e con lei passò la vita a diffonderne l'opera. Scoperta una malattia incurabile, si suicidò nel 1978, senza lasciare eredi. Di lei restano alcune sculture e manoscritti, alcuni dei quali sono stati pubblicati assai più tardi (come le lettere con la sorella).

## Opere (parziale)
- Con Majakovskij, intervista di Carlo Benedetti, Roma: Editori Riuniti, 1978.
- La leggenda di cinelandia (con Majakovskij), a cura di Gianni Toti, Roma: Fahrenheit 451, 1994.
- L'amore è il cuore di tutte le cose. Lettere 1915-1930 (con Majakovskij), a cura di Bengt Jangfeldt, trad. di Serena Prina, Milano: Mondadori, 1985; Vicenza: Neri Pozza, 2005 ISBN 88-545-0067-4.
- (FR)  Correspondance, 1921-1970 (con Elsa Triolet), Paris: Gallimard, 2000.